# Callobius bennetti
Callobius bennetti är en spindelart som först beskrevs av John Blackwall 1846.  Callobius bennetti ingår i släktet Callobius och familjen mörkerspindlar. Inga underarter finns listade.